# Red Gerard
Red Gerard (n. 29 iunie 2000, Westlake⁠(d), Ohio, SUA) este un sportiv ce a reprezentat Statele Unite ale Americii, medaliat olimpic. A participat la o ediție a Jocurilor Olimpice (2018) în care a câștigat două medalii de aur.